# 托里 (索姆省)
托里（法語：Thory，法語發音：[tɔʁi]）是法国索姆省的一个市镇，属于蒙迪迪耶区。

## 地理
托里（49°43'11"N, 2°26'6"E）面积5.19 平方千米，位于法国上法蘭西大區索姆省，该省份为法国北部沿海省份，北起加来海峡省和北部省，西接滨海塞纳省和大西洋英吉利海峡，南至瓦兹省，东临埃纳省。
与托里接壤的市镇（或旧市镇、城区）包括：格里韦讷、卢夫勒希、马伊赖讷瓦尔、索维莱尔-蒙吉瓦勒、苏尔东。
托里的时区为UTC+01:00、UTC+02:00（夏令时）。

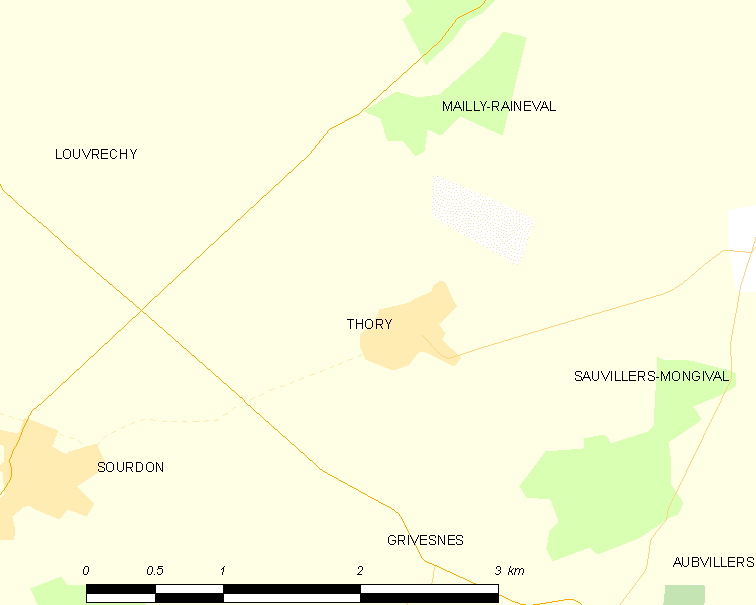
托里的OSM定位图

## 行政
托里的邮政编码为80250，INSEE市镇编码为80758。

## 政治
托里所属的省级选区为努瓦河畔阿伊县。

## 人口

1962-2008年间托里人口变化图示

托里于2022年1月1日时的人口数量为208人。